# Classe Al Assad
Le unità classe Al Assad sono state delle corvette tipo Fincantieri in servizio nella Marina militare libica costruite in Italia dalla Fincantieri.
La Libia fu il primo committente di queste unità litoranee di attacco veloci che entrarono in servizio nella marina libica alla fine degli anni settanta.
Le unità libiche, inizialmente denominate classe Wadi M'ragh avevano un dislocamento di 550 tonnellate ed erano dotate di quattro missili OTOMAT Mk I, un cannone da 76 Compatto a prua, sei tubi lanciasiluri per siluri leggeri ASW da 324mm in due impianti tripli, e una torre binata Oerlikon-OTO da 35/90mm antiaerea a poppa.
Sono state abbandonate agli inizi degli anni novanta a causa delle loro cattive condizioni generali dovute alla mancanza di manutenzione.

## Unità
| Classe al-Assad  | Classe al-Assad     | Classe al-Assad      |
| Nome             | Entrata in servizio | Situazione attuale   |
| ---------------- | ------------------- | -------------------- |
| Assad al-Tadjier | 29 settembre 1977   | abbandonata dal 1993 |
| Assad al-Thugur  | 20 aprile 1978      | abbandonata dal 1993 |
| Assad al-Hudud   | 21 giugno 1979      | abbandonata dal 1993 |
| Assad al-Khalij  | 14 dicembre 1979    | abbandonata dal 1993 |

## Galleria d'immagini

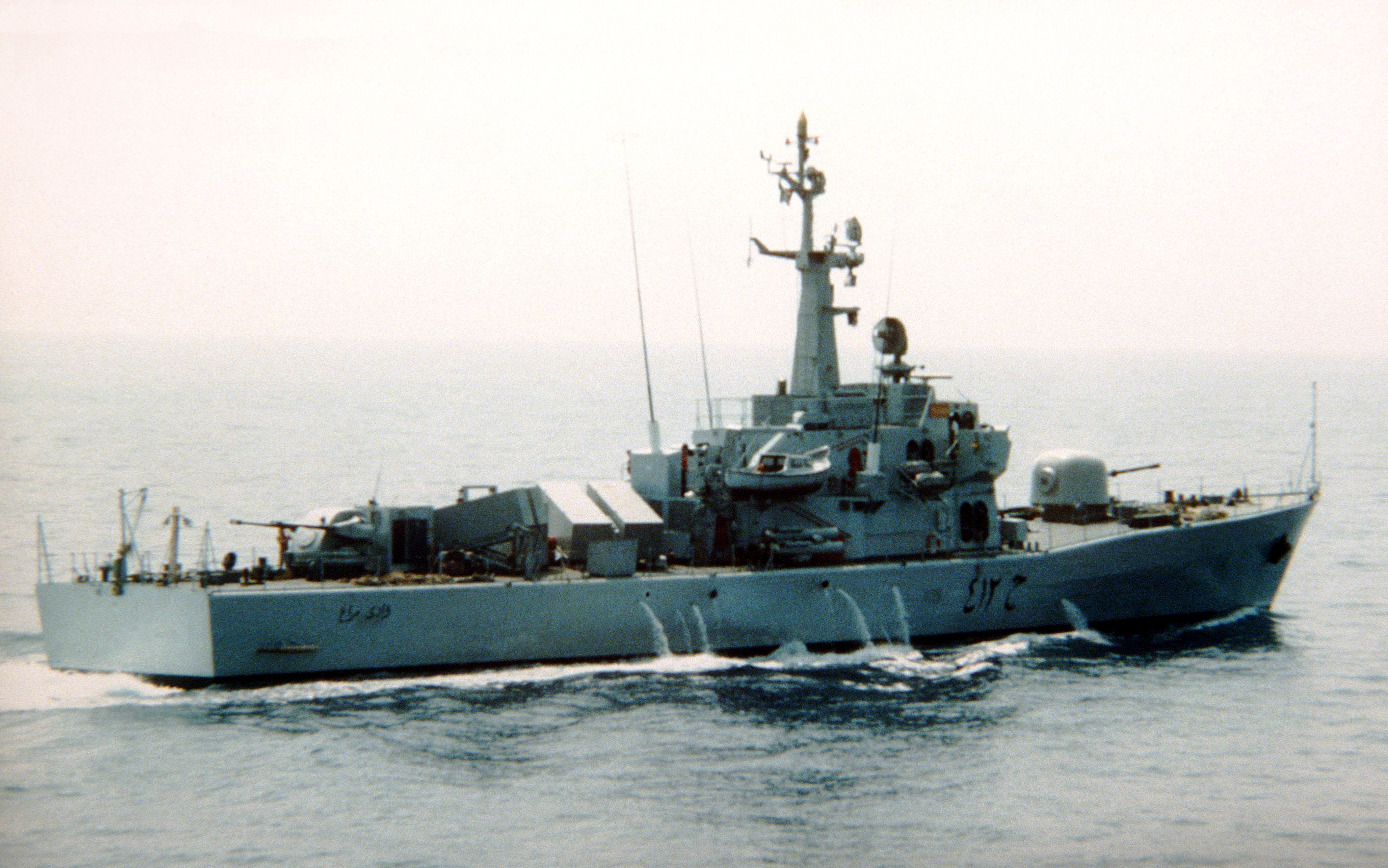
Corvetta della classe Al Assad in navigazione nel 1982
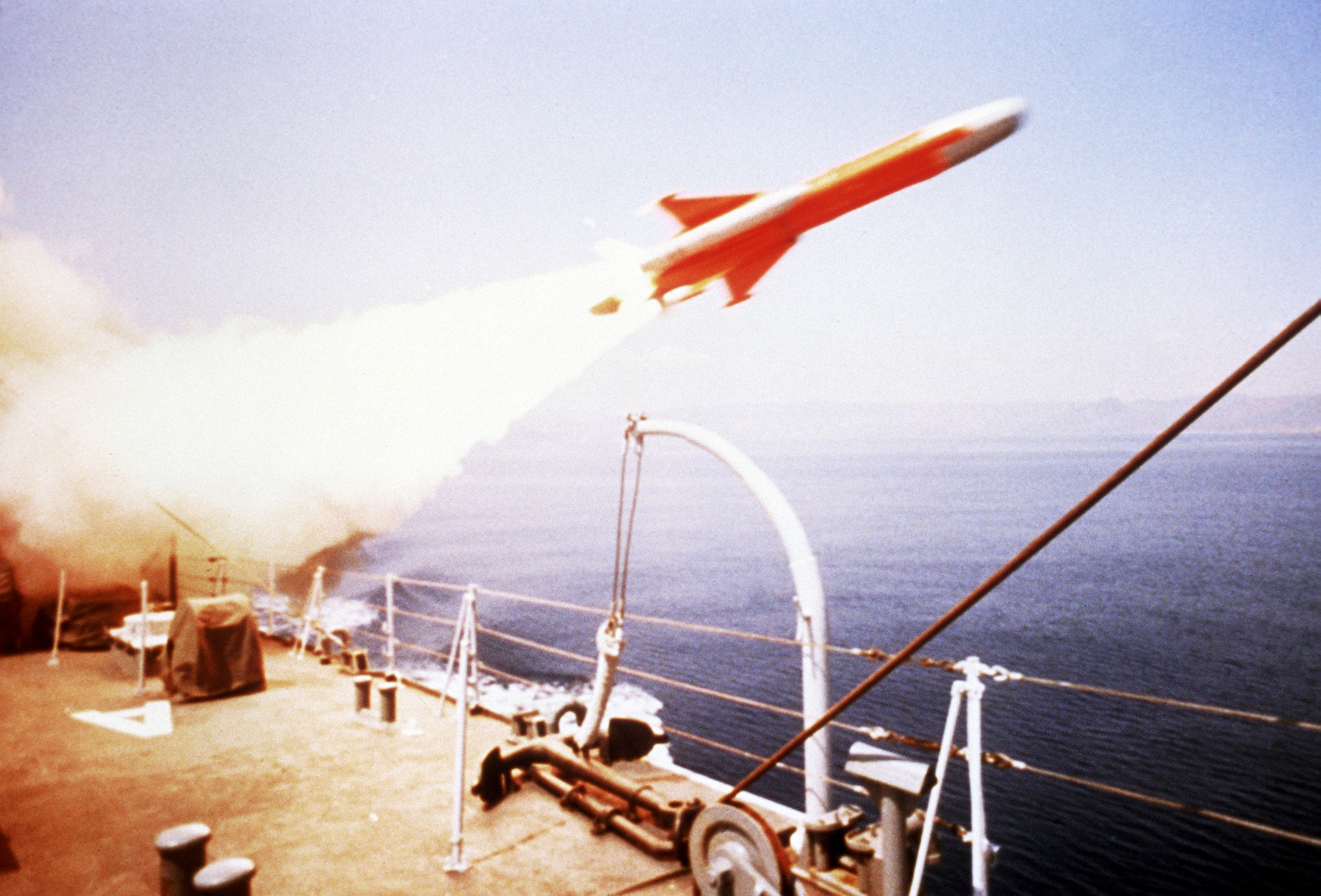
Lancio di un missile Otomat da una corvetta della classe Al Assad